# Ace to Five Draw

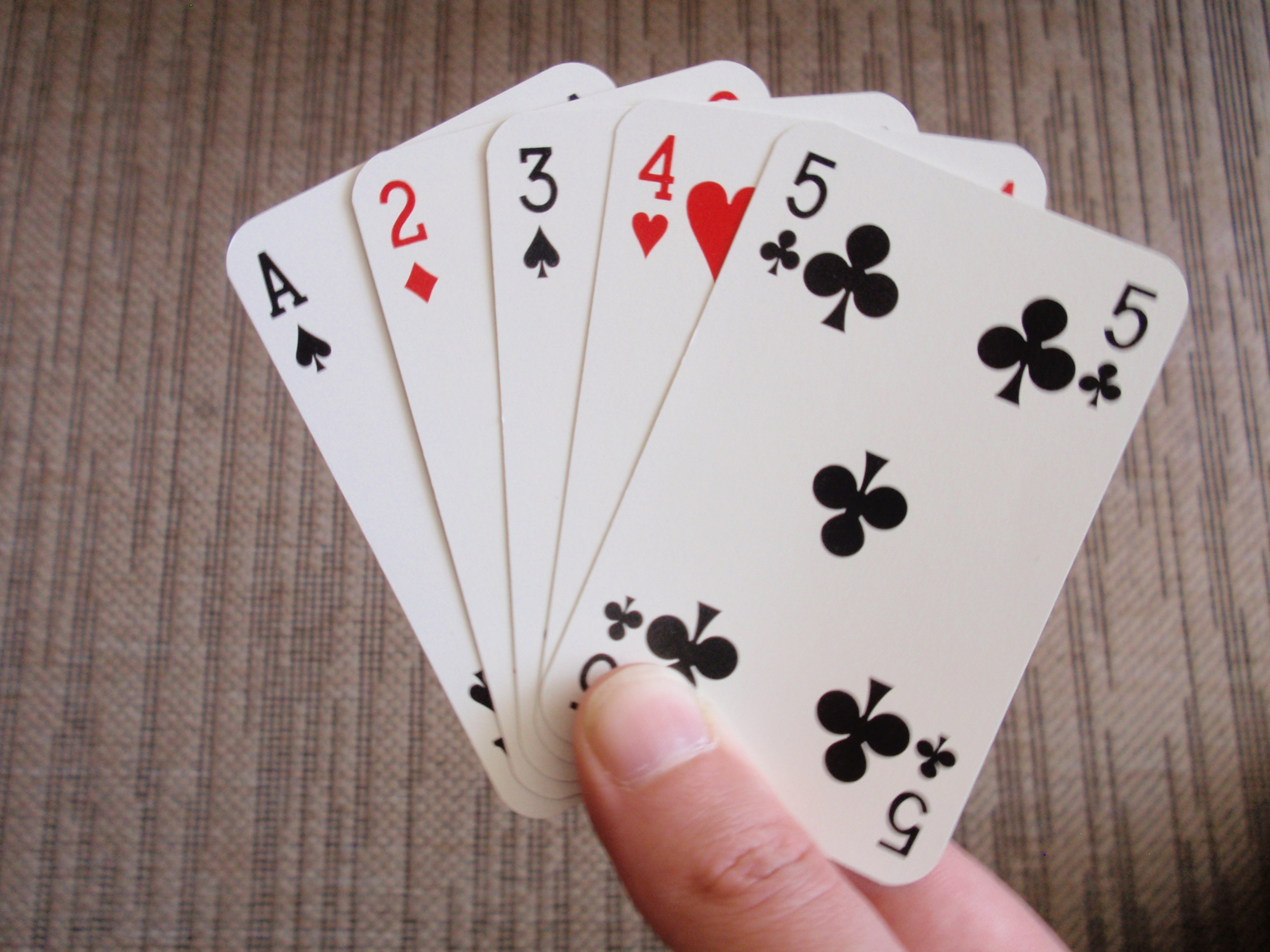
Een optimale hand in Ace to Five Draw

Ace to Five Draw is een variant van het pokerspel. Het valt in de categorie van zogenaamde lowball-spellen, waarbij het de bedoeling is een hand te maken met een zo laag mogelijke waarde. Dit in tegenstelling tot reguliere vormen, waarin hoger juist beter is. Ace to Five Draw is bijna hetzelfde als 2-7 Draw, alleen gelden er andere handwaardes omdat straights en flushes in dit spel niet bestaan en een aas als laagste kaart telt, in plaats van als hoogste.

## Spelverloop
Bij Ace to Five Draw krijgt iedere speler vijf kaarten die zijn medespelers niet kunnen zien. Aan de hand hiervan bepaalt iedere deelnemer aan een 'hand' of hij deze goed genoeg vindt om te spelen. Zo ja, dan zet hij in, verhoogt hij de inzet van een eerdere inzetter of gaat hij mee met een eerdere inzetter/verhoger (dat wil zeggen, hetzelfde aantal fiches in de pot gooien als de op dat moment hoogste inzetter). Zo niet, dan gooit hij de hand weg.
Wanneer duidelijk is wie er in de hand blijven, volgt de draw-ronde. Hierin mag de speler zoveel kaarten weggooien als hij zelf wil (ook nul of alle kaarten), waarna hij 'blind' hetzelfde aantal nieuwe krijgt. De bedoeling hiervan is om de waarde van de totale hand omlaag te brengen. 
- Bij Ace to Five Single Draw (doorgaans gewoon Ace to Five Draw genoemd) volgt nu de laatste inzetronde van de hand. Wanneer een speler denkt definitief een lagere hand te hebben dan al zijn overgebleven medespelers (of wil bluffen en doen alsof dit zo is) kan hij nog een keer inzetten, meegaan (callen) of een eerdere inzet verhogen. Wanneer een speler ervan overtuigd is dat iemand anders een betere (dus lagere) hand heeft, mag hij zijn kaarten ook weggooien. Wanneer er na de draw én tweede inzetronde nog twee of meer spelers in de hand zitten, volgt de showdown. Daarin worden de kaarten getoond en wint de speler met de laagste combinatie kaarten de pot.

- Bij Ace to Five Triple Draw volgt na de eerste  draw ook een nieuwe inzetronde, maar is het spel nog niet ten einde. In tegenstelling tot bij Single Draw volgen hierna nóg twee rondes waarin spelers nul tot vijf kaarten mogen ruilen en vervolgens inzetten, meegaan of weggooien voordat een eventuele showdown volgt. Het is wel mogelijk dat een hand na één of twee draws toch ten einde is wanneer er na welke inzetronde dan ook maar één speler heeft ingezet en die daarmee de pot wint.

## Handwaardes
Bij een showdown in Ace to Five Draw is de speler met de laagste combinatie van alle vijf de kaarten in zijn hand de winnaar. Dit maakt een hand zonder versterkende combinatie (een paar of beter) de best mogelijke, specifiek diegene met de laagst mogelijke hoogste kaart. Mochten twee handen tijdens een showdown allebei geen enkele versterkende combinatie bevatten, dan wint degene met de laagste hoogste kaart in zijn hand. Zijn ook die hetzelfde, dan wint degene met de laagste op-één-na hoogste kaart in zijn hand (daarna de op-twee-na hoogste kaart, etc).
- Een hand met een alleen een 'high card' (bijvoorbeeld 10-8-7-4-2), wint dus altijd van iedere hand met een paar of 'beter' daarin (waarbij straights en flushes niet bestaan).
- Een hand met bijvoorbeeld een tien als hoogste kaart (bijvoorbeeld 10-9-6-3-2), verliest van een hand met een lagere hoogste kaart (bijvoorbeeld 9-8-6-5-2).
- Wanneer twee handen dezelfde high card hebben (bijvoorbeeld hand één: 9-6-4-3-2 en hand twee 9-5-4-3-2), dan wint de hand met de laagste op-één-na hoogste kaart (in dit voorbeeld dus hand twee)

De beste (laagste) kaarthand in Ace to Five Draw is A-2-3-4-5. In dit spel is dit immers geen straight en geldt de aas als laagste kaart. Omdat flushes ook niet tellen, is het ook geen belemmering als alle vijf de kaarten van één soort (harten, ruiten, schoppen of klaveren) zijn.

## World Series of Poker
Ace to Five Draw is een officieel erkende professionele pokervariant. Het spel werd in 1971 voor het eerst opgenomen in het programma van de World Series of Poker (WSOP). Johnny Moss won het toernooi dat jaar en verdiende daarmee $10.000,-. In de loop der jaren werden er op de WSOP titels in deze pokervariant gewonnen door onder meer Billy Baxter, Chau Giang, Thor Hansen, John Juanda, Hans Lund en Men Nguyen.